# Eurya perryana
Eurya perryana är en tvåhjärtbladig växtart som beskrevs av Clarence Emmeren Kobuski. Eurya perryana ingår i släktet Eurya och familjen Pentaphylacaceae. Inga underarter finns listade i Catalogue of Life.